# Tiberio Claudio Nerón (cónsul 202 a. C.)
Tiberio Claudio Nerón (en latín, Tiberius Claudius Nero) político y militar romano. Fue pretor en el año 204 a. C., y tuvo a Sardinia por provincia. Pudo haber sido hijo del consular Cayo Claudio Nerón.

## Carrera política
En 202 a. C. fue cónsul con Marco Servilio Púlex Gémino, y obtuvo como provincia África, donde iba a tener el mando de la guerra contra Aníbal conjuntamente con Escipión el Africano. Pero no estuvo presente en la batalla de Zama, debido a que una violenta tempestad azotó a su flota poco después de haber salido, y tuvieron que refugiarse en Populonii. 
Desde allí pasó a Ilva (Elba), y a Córcega. En su paso por la isla de Cerdeña, sus naves sufrieron aún más y finalmente atracó en Carales (Cagliari) en Cerdeña, donde se vio obligado a pasar allí el invierno, y desde donde regresó a Roma a título privado, ya que su año de mandato había expirado.